# Comunità collinare
Una comunità collinare è un ente di diritto pubblico che ha cominciato ad avere diffusione nel panorama istituzionale italiano intorno all'anno 2000. Si configura nell'ambito dell'Unione di comuni come, ad esempio, accade nelle comunità montane. Per quanto riguarda il Piemonte, la legge regionale 28 febbraio 2000 n. 16 (Provvedimenti per la tutela e lo sviluppo dei territori e dell'economia collinare), ha provveduto ad introdurre per la prima volta, al comma 1 dell'art. 3, il concetto di comunità collinare, quale forma associativa tra comuni che presentano determinate caratteristiche.

## Descrizione

### Origini
Con l'art. 33 del Testo Unico Enti Locali (L. 267/2000) veniva affidata alla Regione il compito di favorire l'esercizio associato delle funzioni dei comuni di minore dimensione demografica, individuando livelli ottimali di esercizio delle stesse. Spettava quindi alla Regione emanare una legislazione di principio entro la quale i comuni potevano esercitare le funzioni in forma associata, individuando però autonomamente i soggetti, le forme e le metodologie.
Per le comunità montane, l'art. 27 del TUEL, al comma 3, demandava alla Regione il compito di individuare gli ambiti e le zone omogenee per la costituzione della comunità stessa. in modo da consentire gli interventi per la valorizzazione della montagna e l'esercizio associato delle funzioni comunali.
Allo stesso modo, per la comunità collinare, spettava alla Regione il compito di operare una classificazione del territorio, al fine di stabilire quali fossero i comuni che potevano dar vita a questo tipo di forma associativa.

### Caratteristiche

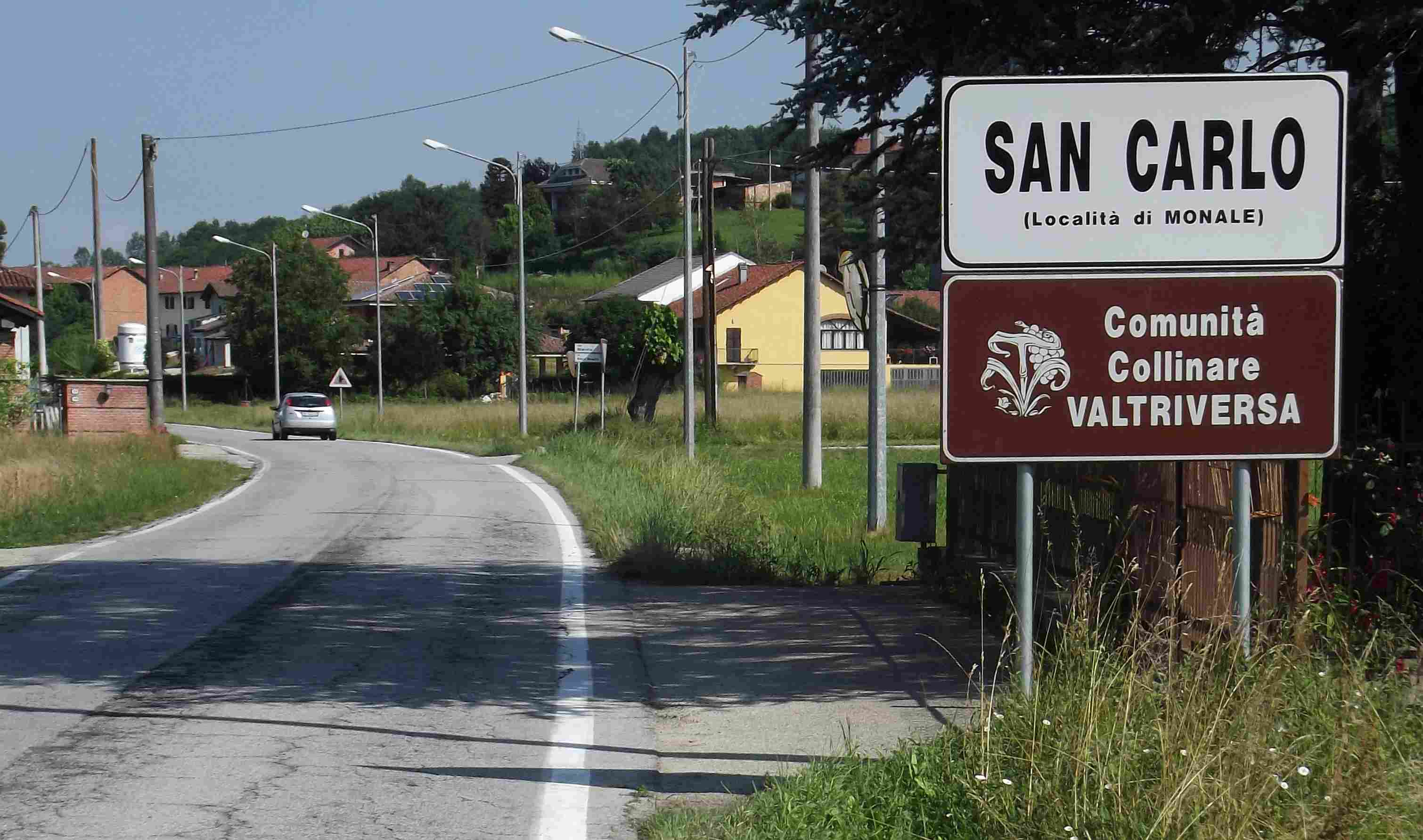
Cartello stradale che segnala l'inizio del territorio della comunità collinare Valtriversa (AT).

Il principio ispiratore è il consorziamento dei servizi dei comuni facente parte l'unione onde abbatterne i costi.
Si contrapponeva al principio della fusione di comuni, ovvero la perdita di autonomia locale da parte di piccoli comuni confinanti a favore di una sola amministrazione.
Come unione di comuni si caratterizza ulteriormente per la conformazione del territorio, collinare appunto, volendo far cadere l'accento sullo svantaggio territoriale che i comuni consorziati hanno dal punto di vista territoriale. È sostanzialmente quanto attuato per le comunità montane.
Negli ultimi anni questo istituto sta vivendo una profonda crisi a causa del taglio di fondi da parte dello stato italiano.
Ha una diffusione maggiore in quelle zone d'Italia dove vi è una maggiore concentrazione di piccoli comuni, per esempio il Piemonte.
A differenza di comuni e province le comunità collinari e le unioni di comuni in genere non hanno elezioni dirette di un consiglio, ma tale organo è eletto dai vari consigli comunali dei comuni consorziati.